# 8816 Gamow
8816 Gamow è un asteroide della fascia principale. Scoperto nel 1984, presenta un'orbita caratterizzata da un semiasse maggiore pari a 2,4565262 UA e da un'eccentricità di 0,1887072, inclinata di 3,10905° rispetto all'eclittica.